# Gothic II
Gothic II is een computerspel ontwikkeld door Piranha Bytes en uitgegeven door JoWood voor Windows. Het actierollenspel (ARPG) is uitgekomen in Duitsland op 29 november 2002, in Europa op 13 juni 2003 en in de VS op 28 oktober 2003.

## Plot
De naamloze protagonist en hoofdpersoon in het spel krijgt van Xardas de opdracht om naar de mijnvallei af te reizen. Hier heeft zich een kwaadaardig leger verzameld, dat wordt geleid door draken. De protagonist moet achter hun motieven zien te komen en het onheil zien te verdrijven.

## Spel
Net als in het eerste deel speelt ook Gothic II zich af op het middeleeuwse eiland Khorinis, waaronder de gelijknamige stad, het klooster van de vuurmagiërs, de boerderij, het woud en de mijnvallei.
In het spel moet het hoofdpersonage opdrachten voltooien om ervaringspunten te verzamelen. Deze punten kunnen vervolgens gebruikt worden om het personage sterker te maken en nieuwe technieken te leren. Afhankelijk van de gekozen klasse zijn er een of meerdere ervaringsniveaus.

## Ontvangst
| Recensiescore       | Recensiescore |
| Recensieverzamelaar | Score         |
| ------------------- | ------------- |
| Metacritic          | 79%           |
| Publicist           | Score         |
| GameSpot            | 8,1           |
| GameSpy             | 2/5           |
| IGN                 | 8/10          |
| PC Gamer (VS)       | 89%           |

Gothic II werd ontvangen met positieve recensies. Men prees het verhaal, de complexe interactie met andere personages in het spel en de graphics. Kritiek was er op de ingewikkelde spelbesturing en de hoge systeemeisen.
Het spel werd een commercieel succes. Begin 2005 werd bekend gemaakt dat het spel ruim 500.000 keer is verkocht.
Op aggregatiewebsite Metacritic heeft het spel een verzamelde score van 79%.

## Uitbreidingspakket
Op 22 augustus 2003 kwam Gothic II: Night of the Raven uit als officieel uitbreidingspakket voor Gothic II. Het spel vult het hoofdspel aan met nieuwe opdrachten, locaties, wapens en nieuwe personages. Doordat de gameplay is herzien, werd de moeilijkheidsgraad aanzienlijk verhoogd op verzoek van spelers.